# José Minguilló Boluda
José Minguilló Boluda fou un comerciant i polític valencià. En la dècada del 1840 era un dels principals propietaris de l'horta d'Alacant. Militant del Partit Moderat, el 1836 fou capità de granaders i en 1840 del Primer Batalló de la Milícia Nacional. Regidor d'Alacant des de 1835, fou tinent d'alcalde en 1843 però fou destituït en 1844 arran del pronunciament de Pantaleón Boné. En 1852-1853 va ocupar l'alcaldia d'Alacant, i durant el seu mandat va intentar posar fre al frau en les vendes al Mercat Central, i també va suprimir la sopa pels pobres a causa de la manca de pressupost. El 1854 fou escollit diputat a la Diputació d'Alacant pel districte de Novelda, però va renunciar.